# Danh sách trò chơi điện tử bán chạy nhất
Đây là một danh sách chưa hoàn tất, và có thể sẽ không bao giờ thỏa mãn yêu cầu hoàn tất. Bạn có thể đóng góp bằng cách mở rộng nó bằng các thông tin đáng tin cậy.
Đây là danh sách trò chơi điện tử đã bán được số lượng đơn vị phần mềm cao nhất trên toàn thế giới. Trò chơi điện tử bán chạy nhất cho đến nay là Minecraft, một trò chơi sandbox do Mojang phát hành tháng 5 năm 2009 cho PC, thiết bị di động và máy chơi trò chơi điện tử tại gia, bán được hơn 238 triệu bản trên tất cả các hệ máy. Ngoài Minecraft, Grand Theft Auto V và Tetris của EA là những trò chơi điện tử duy nhất đã bán được hơn 100 triệu bản. Trò chơi bán chạy nhất trên một nền tảng duy nhất là Wii Sports, với gần 83 triệu bản bán ra cho hệ máy Wii.
Trong số 50 trò chơi điện tử bán chạy nhất trong danh sách này, hơn một nửa do Nintendo phát triển hoặc phát hành, bao gồm bốn trong số mười trò chơi hàng đầu; bốn tựa game Nintendo là do công ty con của là The Pokémon Company phát hành. Các nhà phát hành khác có nhiều mục trong top 50 bao gồm Activision và Rockstar Games với năm trò chơi, Electronic Arts với ba trò chơi và Namco Bandai với hai trò chơi. Nintendo EAD là nhà phát triển có nhiều trò chơi nhất trong top 50, với 13 tựa trong danh sách, tiếp theo là Game Freak với 6 trò chơi Pokémon. Trò chơi lâu đời nhất trong top 50 là Pac-Man, phát hành vào tháng 5 năm 1980, trong khi trò chơi gần đây nhất là Animal Crossing: New Horizons, phát hành vào tháng 3 năm 2020.
Thay vào đó, các trò chơi được báo cáo theo số lượng người chơi thay vì số liệu bán hàng chính thức, chẳng hạn như tài khoản đã đăng ký, đăng ký hoặc quyền sở hữu free-to-play, được đưa vào danh sách trò chơi điện tử được chơi nhiều nhất theo số lượng người chơi . Đối với loạt trò chơi điện tử bán chạy nhất, hãy xem danh sách loạt trò chơi điện tử bán chạy nhất. Các trò chơi được báo cáo theo tổng doanh thu được bao gồm cả danh sách trò chơi arcade có doanh thu cao nhất và danh sách trò chơi di động có doanh thu cao nhất.

## Danh sách
| Tên                                              | Danh thu    | Dòng trò chơi       | Nền tảng         | Ngày phát hành                          | Nhà phát triển                   | Nhà phát hành                  | Chú thích   |
| ------------------------------------------------ | ----------- | ------------------- | ---------------- | --------------------------------------- | -------------------------------- | ------------------------------ | ----------- |
| Minecraft                                        | 238,000,000 | Minecraft           | Đa nền tảng      | 18 tháng 11 năm 2011                    | Mojang Studios                   | Xbox Game Studios              | [ 4 ] [ 5 ] |
| Grand Theft Auto V                               | 170,000,000 | Grand Theft Auto    | Đa nền tảng      | 17 tháng 9 năm 2013                     | Rockstar North                   | Rockstar Games                 | [ 6 ]       |
| Tetris (EA)                                      | 100,000,000 | Tetris              | Đa nền tảng      | 12 tháng 9 năm 2006                     | EA Mobile                        | Electronic Arts                | [ 7 ] [ 8 ] |
| Wii Sports                                       | 82,900,000  | Wii                 | Wii              | 19 tháng 11 năm 2006                    | Nintendo EAD                     | Nintendo                       | [ 9 ]       |
| PUBG: Battlegrounds                              | 75,000,000  | PUBG Universe       | Đa nền tảng      | 20 tháng 12 năm 2017                    | PUBG Corporation                 | PUBG Corporation               | [ 10 ]      |
| Super Mario Bros.                                | 58,000,000  | Super Mario         | Đa nền tảng      | 13 tháng 9 năm 1985                     | Nintendo R&D4                    | Nintendo                       | [ g ]       |
| Mario Kart 8 / Deluxe                            | 56,870,000  | Mario Kart          | Wii U / Switch   | 29 tháng 5 năm 2014                     | Nintendo EAD                     | Nintendo                       | [ h ]       |
| Overwatch                                        | 50,000,000  | Overwatch           | Đa nền tảng      | 24 tháng 5 năm 2016                     | Blizzard Entertainment           | Blizzard Entertainment         | [ 16 ]      |
| Pokémon Red / Green / Blue / Yellow              | 47,520,000  | Pokémon             | Game Boy / Color | 27 tháng 2 năm 1996                     | Game Freak                       | Nintendo                       | [ i ]       |
| Red Dead Redemption 2                            | 46,000,000  | Red Dead            | Đa nền tảng      | 26 tháng 10 năm 2018                    | Rockstar Studios                 | Rockstar Games                 | [ 6 ]       |
| Terraria                                         | 44,500,000  | None                | Đa nền tảng      | 16 tháng 5 năm 2011                     | Re-Logic                         | Re-Logic / 505 Games           | [ 20 ]      |
| Wii Fit / Plus                                   | 43,800,000  | Wii                 | Wii              | 1 tháng 12 năm 2007                     | Nintendo EAD                     | Nintendo                       | [ 9 ]       |
| Tetris (1989)                                    | 43,000,000  | Tetris              | Game Boy / NES   | 14 tháng 6 năm 1989                     | Nintendo R&D1                    | Nintendo                       | [ k ]       |
| Pac-Man                                          | 42,071,635  | Pac-Man             | Đa nền tảng      | 22 tháng 5 năm 1980                     | Namco                            | Namco                          | [ l ]       |
| The Witcher 3 / Hearts of Stone / Blood and Wine | 40,000,000  | The Witcher         | Đa nền tảng      | 19 tháng 5 năm 2015                     | CD Projekt Red                   | CD Projekt                     | [ 33 ]      |
| Animal Crossing: New Horizons                    | 40,170,000  | Animal Crossing     | Nintendo Switch  | March 20, 2020                          | Nintendo EPD                     | Nintendo                       | [ 15 ]      |
| Mario Kart Wii                                   | 37,380,000  | Mario Kart          | Wii              | 10 tháng 4 năm 2008                     | Nintendo EAD                     | Nintendo                       | [ 9 ]       |
| Wii Sports Resort                                | 33,140,000  | Wii                 | Wii              | 25 tháng 6 năm 2009                     | Nintendo EAD                     | Nintendo                       | [ 9 ]       |
| New Super Mario Bros.                            | 30,800,000  | Super Mario         | Nintendo DS      | 15 tháng 5 năm 2006                     | Nintendo EAD                     | Nintendo                       | [ 34 ]      |
| New Super Mario Bros. Wii                        | 30,320,000  | Super Mario         | Wii              | 11 tháng 11 năm 2009                    | Nintendo EAD                     | Nintendo                       | [ 9 ]       |
| Call of Duty: Modern Warfare                     | 30,000,000  | Call of Duty        | Đa nền tảng      | 25 tháng 10 năm 2019                    | Infinity Ward                    | Activision                     | [ 35 ]      |
| Diablo III / Reaper of Souls                     | 30,000,000  | Diablo              | Đa nền tảng      | 16 tháng 5 năm 2012                     | Blizzard Entertainment           | Blizzard Entertainment         | [ 36 ]      |
| Human: Fall Flat                                 | 30,000,000  | None                | Đa nền tảng      | 22 tháng 7 năm 2016                     | No Brakes Games                  | Curve Digital                  | [ 37 ]      |
| The Elder Scrolls V: Skyrim                      | 30,000,000  | The Elder Scrolls   | Đa nền tảng      | 11 tháng 11 năm 2011                    | Bethesda Game Studios            | Bethesda Softworks             | [ 38 ]      |
| Pokémon Gold / Silver / Crystal                  | 29,490,000  | Pokémon             | Game Boy Color   | 21 tháng 11 năm 1999                    | Game Freak                       | Nintendo                       | [ m ]       |
| The Legend of Zelda: Breath of the Wild          | 29,490,000  | The Legend of Zelda | Wii U / Switch   | 3 tháng 3 năm 2017                      | Nintendo EPD                     | Nintendo                       | [ n ]       |
| Super Smash Bros. Ultimate                       | 29.530,000  | Super Smash Bros.   | Nintendo Switch  | 7 tháng 12 năm 2018                     | Bandai Namco Studios / Sora Ltd. | Nintendo                       | [ 15 ]      |
| Duck Hunt                                        | 28,300,000  | None                | NES              | 21 tháng 4 năm 1984                     | Nintendo R&D1                    | Nintendo                       | [ 41 ]      |
| Wii Play                                         | 28,020,000  | Wii                 | Wii              | 2 tháng 12 năm 2006                     | Nintendo EAD                     | Nintendo                       | [ 9 ]       |
| The Walking Dead                                 | 28,000,000  | The Walking Dead    | Đa nền tảng      | 24 tháng 4 năm 2012                     | Telltale Games                   | Telltale Games                 | [ 42 ]      |
| Grand Theft Auto: San Andreas                    | 27,500,000  | Grand Theft Auto    | Đa nền tảng      | 26 tháng 10 năm 2004                    | Rockstar North                   | Rockstar Games                 | [ 43 ]      |
| Super Mario World                                | 26,662,500  | Super Mario         | Đa nền tảng      | 21 tháng 11 năm 1990                    | Nintendo EAD                     | Nintendo                       | [ o ]       |
| Call of Duty: Modern Warfare 3                   | 26,500,000  | Call of Duty        | Đa nền tảng      | 8 tháng 11 năm 2011                     | Infinity Ward / Sledgehammer     | Activision                     | [ 45 ]      |
| Call of Duty: Black Ops                          | 26,200,000  | Call of Duty        | Đa nền tảng      | 9 tháng 11 năm 2010                     | Treyarch                         | Activision                     | [ 45 ]      |
| Borderlands 2                                    | 26,000,000  | Borderlands         | Đa nền tảng      | 18 tháng 9 năm 2012                     | Gearbox Software                 | 2K Games                       | [ 46 ]      |
| Pokémon Sun / Moon / Ultra Sun / Ultra Moon      | 25,370,000  | Pokémon             | Nintendo 3DS     | 18 tháng 11 năm 2016                    | Game Freak                       | Nintendo / The Pokémon Company | [ p ]       |
| Grand Theft Auto IV                              | 25,000,000  | Grand Theft Auto    | Đa nền tảng      | 29 tháng 4 năm 2008                     | Rockstar North                   | Rockstar Games                 | [ 48 ]      |
| Pokémon Diamond / Pearl / Platinum               | 24,730,000  | Pokémon             | Nintendo DS      | 28 tháng 9 năm 2006                     | Game Freak                       | Nintendo / The Pokémon Company | [ q ]       |
| Pokémon Sword / Shield                           | 24,500,000  | Pokémon             | Nintendo Switch  | 15 tháng 11 năm 2019                    | Game Freak                       | Nintendo / The Pokémon Company | [ 15 ]      |
| Super Mario Bros. 3                              | 24,430,000  | Super Mario         | Đa nền tảng      | 23 tháng 10 năm 1988                    | Nintendo EAD                     | Nintendo                       | [ r ]       |
| Call of Duty: Black Ops II                       | 24,200,000  | Call of Duty        | Đa nền tảng      | 12 tháng 11 năm 2012                    | Treyarch                         | Activision                     | [ 45 ]      |
| FIFA 18                                          | 24,000,000  | FIFA                | Đa nền tảng      | 29 tháng 9 năm 2017                     | EA Vancouver                     | EA Sports                      | [ 51 ]      |
| Kinect Adventures!                               | 24,000,000  | None                | Xbox 360         | 4 tháng 11 năm 2010                     | Good Science Studio              | Xbox Game Studios              | [ 52 ]      |
| Sonic the Hedgehog                               | 23,982,960  | Sonic the Hedgehog  | Đa nền tảng      | 23 tháng 6 năm 1991                     | Sonic Team                       | Sega                           | [ s ]       |
| Nintendogs                                       | 23,960,000  | None                | Nintendo DS      | 21 tháng 4 năm 2005                     | Nintendo EAD                     | Nintendo                       | [ 34 ]      |
| Super Mario Odyssey                              | 23,930,000  | Super Mario         | Nintendo Switch  | 27 tháng 10 năm 2017                    | Nintendo EPD                     | Nintendo                       | [ 15 ]      |
| Mario Kart DS                                    | 23,600,000  | Mario Kart          | Nintendo DS      | 14 tháng 11 năm 2005                    | Nintendo EAD                     | Nintendo                       | [ 34 ]      |
| Red Dead Redemption                              | 23,000,000  | Red Dead            | PS3 / Xbox 360   | 18 tháng 5 năm 2010                     | Rockstar San Diego               | Rockstar Games                 | [ 57 ]      |
| Super Mario 64 / DS                              | 22,960,000  | Super Mario         | Nintendo 64 / DS | 23 tháng 6 năm 1996 / November 21, 2004 | Nintendo EAD                     | Nintendo                       | [ 44 ]      |
| Call of Duty: Modern Warfare 2                   | 22,700,000  | Call of Duty        | Đa nền tảng      | 10 tháng 11 năm 2009                    | Infinity Ward                    | Activision                     | [ 45 ]      |